# Wapen van Marokko

Huidige Wapen van Marokko

Het huidige wapen van Marokko (formeel gezien het koninklijk wapen) werd op 14 augustus 1957 geïntroduceerd. Het werd ontworpen door de grafici Gauthier en Hainaut.
Het wapen bestaat uit een groene pentagram op een rode achtergrond met het Atlasgebergte en een opkomende zon. Twee leeuwen fungeren als houders van het schild. Het geheel wordt gedekt met de koningskroon. Op het onderstaande lint staat: ان تنصروا الله ينصركم (In Tansourou Allaha Yansourkoum), dat betekent 
" Als u god vereert, vereert god u"
Algerije · Angola · Benin · Botswana · Burkina Faso · Burundi · Centraal-Afrikaanse Republiek · Comoren · Congo-Brazzaville · Congo-Kinshasa · Djibouti · Egypte · Equatoriaal-Guinea · Eritrea · Ethiopië · Gabon · Gambia · Ghana · Guinee · Guinee-Bissau · Ivoorkust · Kaapverdië · Kameroen · Kenia · Lesotho · Liberia · Libië · Madagaskar · Malawi · Mali · Marokko · Mauritanië · Mauritius · Mozambique · Namibië · Niger · Nigeria · Oeganda · Rwanda · Sao Tomé en Principe · Senegal · Seychellen · Sierra Leone · Soedan · Somalië · Swaziland · Tanzania · Togo · Tsjaad · Tunesië · Westelijke Sahara · Zambia · Zimbabwe · Zuid-Afrika · Zuid-Soedan
Afhankelijke gebieden:
Brits Territorium in de Indische Oceaan · Canarische Eilanden · Ceuta · Melilla · Madeira · Mayotte · Réunion · Sint-Helena · Tristan da Cunha